# Nikohl Boosheri
Nikohl Boosheri (* 3. September 1988 in Pakistan) ist eine kanadische Theater- und Filmschauspielerin.

## Leben
Nikohl Boosheri wurde in Pakistan als Kind iranischer Flüchtlinge geboren. Mit drei Monaten kam sie mit ihren Eltern nach Kanada. Nach der High School studierte sie darstellende Künste an der Simon Fraser University und war als Theater-Schauspielerin tätig. 2011 hatte sie als „Atafeh“ in Sharayet – Eine Liebe in Teheran ihre erste Hauptrolle im Film, was ihr mehrere Preise einbrachte. Ab 2017 spielte sie „Adena“ in der Serie The Bold Type – Der Weg nach oben.

## Filmografie (Auswahl)
- 2010: Tower Prep (Fernsehserie, Folge 1x12 Snitch)
- 2011: Sharayet – Eine Liebe in Teheran (Circumstance)
- 2013: Farah Goes Bang
- 2013: Futurestates (Fernsehserie, Folge 4x02 Refuge)
- 2014: Rogue (Fernsehserie, 5 Folgen)
- 2015: Inner Fear
- 2017–2021: The Bold Type – Der Weg nach oben (The Bold Type, Fernsehserie, 23 Folgen)
- 2021: See You Then
- 2021: Alia's Birth
- 2024: Adjunct
- 2025: Rule Breakers